# 노창안
노창안(盧蒼顔, 일본식 이름: 富山蒼顔가네야마 소간, 1879년 음력 11월 9일 ~ 1940년 양력 11월)은 일제강점기의 황해도 지역 유지로 도평의회원을 다섯 차례 지냈으며, 조선총독부 중추원 참의도 역임했다.

## 생애
1906년 황해도 강령군에서 판임관 5등의 주사 벼슬을 지낸 대한제국의 지방 관료였다. 1909년부터 옹진군 주사를 맡고 있던 중 한일 병합 조약이 체결되었고, 조선총독부 소속의 옹진군 군서기로 직책이 바뀌었다. 1912년 일본 정부가 한일합방을 기념해 수여한 한국병합기념장을 받았다.
3·1 운동으로 독립 요구 여론이 거세지자 일종의 유화책으로 지방제도가 변경되면서 1920년 도평의회 제도가 신설되었을 때 민선 황해도 평의회원에 선출되었다. 1924년에는 중추원 참의에 임명되어 1930년까지 6년 동안 재직했다. 이 기간 중 도평의회원에도 다시 선출되었고 강령금융조합 조합장을 지내는 등 지역의 유지로 활동했다. 중추원 참의 겸 황해도 평의회원으로 재임 중이던 1928년 일본 정부로부터 쇼와대례기념장을 받았다.
2002년 발표된 친일파 708인 명단과 2008년 공개된 민족문제연구소의 친일인명사전 수록예정자 명단에 모두 선정되었고, 2007년 대한민국 친일반민족행위진상규명위원회가 발표한 친일반민족행위 195인 명단에도 들어 있다.

## 같이 보기
- 조선총독부 중추원

## 참고 자료
- 친일반민족행위진상규명위원회 (2007년 12월). 〈노창안〉 (PDF). 《2007년도 조사보고서 II - 친일반민족행위결정이유서》. 서울. 598~604쪽쪽. 발간등록번호 11-1560010-0000002-10. [깨진 링크(과거 내용 찾기)]